# Borgåsen
Borgåsen är en tidigare småort i Surahammars kommun, belägen på krönet av Strömsholmsåsen invid länsväg 252, omkring 3 km väster om Surahammar. 2015 hade folkmängden minskat och småorten upplöstes.
Orten ligger mellan sjöarna Östersjön som är en del av Kolbäcksån och Strömsholms kanal, samt Västersjön. Omedelbart norr om Borgåsen ligger fornborgen Sura skans.

## Fotnoter
1. 1 2 3  Småorternas landareal, folkmängd och invånare per km² 2005 och 2010, korrigerad 2012-10-15, SCB, 15 oktober 2012, läs online, läst: 9 juli 2016.[källa från Wikidata]
2. ↑  Kodnyckel för SCB:s statistiska tätorter och småorter - Koppling mellan gammalt och nytt kodsystem, SCB, 11 november 2021, läs online.[källa från Wikidata]
3. ↑  Förändringar i antalet småorter 2010-2015, Statistiska centralbyrån, 19 december 2016.